# Congregatio Discipulorum Domini
La Congregatio Discipulorum Domini (Congregazione dei Discepoli del Signore) è un istituto religioso cattolico maschile, fondato dal futuro cardinale Celso Costantini, italiano, a Xuan Hua della provincia di Hebei in Cina e in seguito trasferita a Taiwan. 
Nel 1927 l'allora delegato apostolico in Cina Celso Costantini, fece comprare a Xuan Hua un lotto di terreno sulla riva del fiume dove costruire un edificio, a cui diede il nome Casa di Emmaus e che in seguito divenne la casa-madre della Congregazione, ufficialmente fondata solo nel 1931.
Al tempo era l'unico istituto della Chiesa cattolica fondato in Asia.
Dopo l'esodo dalla Cina del 1948 i religiosi cominciarono a spostarsi verso Indonesia, Filippine, Malaysia, Stati Uniti, Roma, Hong Kong e l'isola di Formosa, (Taiwan dal 1949). Qui ha oggi sede Congregazione dopo che la casa generalizia si trasferì ufficialmente nel 1949.
Gli appartenenti a questa congregazione clericale pospongono al loro nome la sigla C.D.D.